# Luscious Jackson
Luscious Jackson es un grupo estadounidense de Rock Alternativo/Rap Rock, formado en 1991. Su nombre fue inspirado en el exjugador de baloncesto Lucious Jackson.
La formación original estuvo compuesta por Jill Cunniff (Voz, bajo), Gabby Glaser (Voz, guitarra), y Vivian Trimble (Teclados, coros) y Kate Schellenbach (Batería). En 1998, Vivian Trimble deja la agrupación, y en 2000 la banda anuncia su separación, después de una última publicación como trío.
Entre 1993 y 2000, pubilcaron un EP, tres LPs, y diez sencillos en la disquera de los Beastie Boys, Grand Royal. Su gran éxito "Naked Eye", fue su único sencillo en ingresar a la lista Billboard Hot 100. Otros sencillos conocidos por sus aficionados incluye: "Here," "Daughters of the Kaos", "Citysong", "Under Your Skin" y "Ladyfingers".
En 2011, el grupo anuncia su vuelta a la escena y dos nuevos discos en 2013.

## Historia

### 1991–1993
En 1991, Jill Cunniff y Gabby Glaser (la sobrina del diseñador gráfico Milton Glaser) crearon la primera demostración de Luscious Jackson con el dinero de las propinas de sus trabajos en restaurantes.  
El nombre de la banda se derivó de un mal propismo del nombre del exjugador de baloncesto estadounidense Lucious Jackson, después de que los miembros de la banda escucharon a un locutor en SportsCenter de ESPN pronunciar mal el nombre de Jackson como "Luscious" y pensaron que sería un gran nombre para la banda.  
Su primera presentación en vivo fue como teloneros de Beastie Boys y Cypress Hill en el edificio ahora desaparecido en la parte baja de la ciudad de Nueva York.  
Los Beastie Boys le pidieron a Luscious Jackson que fuera la primera banda en su sello Grand Royal. 
Kate Schellenbach, exmiembro de la banda Beastie Boys, pronto se unió a Luscious Jackson en la batería, mientras que Vivian Trimble se hizo cargo del teclado y los coros. 
Tres pistas de la demostración original de Luscious Jackson, junto con cuatro nuevas canciones, fueron lanzadas en 1992 como el EP In Search of Manny. "Let Yourself Get Down" y "Daughters of the Kaos" se publicaron como sencillos promocionales, mientras que también se filmó un video para este último.

### 1994–1995
Después de escuchar dos nuevas grabaciones de su próximo álbum en el EP promocional Daughters of the Kaos, Luscious Jackson lanzó su primer LP de larga duración para el sello Grand Royal, Natural Ingredients (1994). 
El álbum generó tres éxitos menores con "Citysong", "Deep Shag" y "Here", este último presentado en la película Clueless (1995). Además, los tres sencillos tenían videos musicales que recibieron difusión en MTV.
Los años 1994 y 1995 trajeron un éxito continuo para la banda. Participaron en la gira Lollapalooza y fueron invitados musicales en numerosos programas de televisión, incluidos Saturday Night Live, Viva Variety y 120 Minutes de MTV. 
También aparecieron en un segmento de moda en House of Style de MTV y en la serie de Nickelodeon The Adventures of Pete and Pete en el episodio titulado "Dance Fever", donde la banda interpretó "Angel", "Satellite", "Pele Merengue" y "Aquí" en el primer baile de secundaria de Little Pete.
Mientras estaban de gira en 1995, Trimble y Cunniff grabaron una colección de canciones suaves y acústicas bajo el nombre de Kostars, tituladas Klassics con una "K". El álbum fue lanzado en 1996 y contó con contribuciones de Schellenbach y Glaser, así como de Gene y Dean Ween de Ween, y fue producido por Josephine Wiggs, bajista de Breeders.

### 1996–1997
El tiempo entre 1996 y 1997 fue el período de mayor éxito comercial de Luscious Jackson. 
Mientras promocionaban el lanzamiento de su segundo álbum de larga duración, Fever In Fever Out de 1996 (producido por Daniel Lanois), consiguieron su primer éxito en el Top 40 de Billboard con "Naked Eye". 
Se lanzaron dos sencillos de seguimiento: "Under Your Skin" y "¿Why Do I Lie?", El último de los cuales apareció en la película de Gus Van Sant Good Will Hunting (1997).
Durante este tiempo, los miembros del club de aficionados de "Nice Duds" de Luscious Jackson recibieron un álbum en CD de 10 pistas de demostraciones y rarezas en vivo titulado Tip Top Starlets.

### 1998–2000
En 1998, Luscious Jackson grabó "I've Got a Crush on You" de George Gershwin para el álbum recopilatorio Red Hot + Rhapsody de Red Hot Organization , un tributo a Gershwin que recaudó dinero para varias organizaciones benéficas dedicadas a aumentar la conciencia sobre el SIDA y combatir la enfermedad. 
Luscious Jackson apareció en una campaña publicitaria de Gap durante 1998 y 1999. Su anuncio de Navidad "¡Let It Snow! Let It Snow! Let It Snow!" fue votado como el más popular de la campaña en TV Guide.
En abril de ese año, Trimble dejó Luscious Jackson para dedicarse a otros intereses, afirmando que se había cansado de las giras y quería establecerse en la ciudad de Nueva York. Dos años más tarde, Trimble y Josephine Wiggs lanzaron un álbum homónimo bajo el nombre de Dusty Trails.
En 1999, Luscious Jackson (grabando como trío) lanzó su tercer LP de larga duración, Electric Honey.
El sencillo "Ladyfingers" fue un éxito moderado, y el video tuvo una gran rotación en VH1. 
"Ladyfingers" también apareció en el episodio "Beer Bad" de la serie de televisión Buffy the Vampire Slayer, así como en el episodio "Witch Trial" de Charmed. 
Se emitió un segundo sencillo, "Nervous Breakthrough", sin un video musical ni un lanzamiento comercial. Los planes para lanzar "Devotion" como el tercer sencillo de Electric Honey se descartaron cuando disminuyó el interés en el álbum, aunque se preparó una remezcla de radio/sencillo.
La banda se embarcó en una gira ese año con Cibo Matto, y ambas bandas habían actuado en la Feria Lilith de ese año.
Trimble fue reemplazado por Singh Birdsong en los teclados, y el DJ Alex Young y la bajista/percusionista Tia Sprocket se unieron al grupo de gira.
En agosto, la gira incluyó una cita en la Ópera de Toronto.
En 2000 Luscious Jackson anunció que ya no grabaría ni estaría de gira, ya que querían pasar más tiempo con sus familias.

### Greatest hits y álbumes en solitario
En febrero de 2007, Capitol Records lanzó un álbum de Greatest Hits.
El 20 de febrero de 2007, Cunniff lanzó su primer álbum en solitario, City Beach, en el sello Militia Group.
El 26 de junio de 2007, Glaser lanzó su álbum debut como solista, Gimme Splash, a través de Latchkey Recordings.

### Reunión (2011-presente)
En 2006, Luscious Jackson anunció planes de reunirse para grabar un nuevo álbum de canciones para niños. Para septiembre de ese año, la banda había completado once pistas para el álbum y buscaba un sello para lanzarlo. No tenía título, aunque Cunniff le dijo a MTV que quería llamarlo It's All Goo.
El 8 de julio, las cuentas oficiales de Twitter y Facebook de Luscious Jackson se activaron y confirmaron que la banda se había reunido. 
Cunniff, Glaser y Schellenbach regresaron a la banda, mientras que Trimble no lo hizo. 
Trabajando con Pledgemusic como parte de una campaña de recaudación de fondos, la banda esperaba terminar su álbum para niños que se había planeado por primera vez en 2006. 
También revelaron planes para hacer un nuevo álbum de estudio, el primero desde 1999. Una pista inédita de 1999 llamada La banda también puso a disposición "Girlscout" como descarga gratuita.
El 8 de febrero de 2012, la revista Rolling Stone publicó un artículo sobre cómo la banda se había reunido en silencio en 2011 después de más de una década de diferencia para comenzar a trabajar en su primer álbum de material nuevo desde Electric Honey. 
La banda optó por saltarse la firma con un sello tradicional a favor de financiar su nuevo proyecto a través de Pledgemusic. 
Una pista titulada "¿Are You Ready?" se puso a disposición a través de Internet. En septiembre de 2013, el sencillo principal de su próximo álbum Magic Hour, "So Rock On", se estrenó en el programa All Songs Considered de NPR.
El trío lanzó Magic Hour el 5 de noviembre de 2013, seguido de su álbum infantil, Baby DJ, 
el 12 de noviembre. La banda realizó dos espectáculos en apoyo de Magic Hour en Filadelfia el 23 de noviembre y Nueva York el 7 de diciembre, seguidos de una aparición. en Late Show with David Letterman el 18 de noviembre. Actuaciones esporádicas siguieron en 2014 y 2016.
El 6 de abril de 2023, se informó que la ex tecladista Vivian Trimble había muerto dos días antes, el 4 de abril, a la edad de 59 años, debido a un cáncer.

## Miembros
- Jill Cunniff - Voz y Bajo (1991-2000) (2011-presente)
- Gabby Glaser - Voz y Guitarra (1991-2000) (2011-presente)
- Kate Schellenbach - Batería (1991-2000) (2011-presente)

### Miembros pasados
- Vivian Trimble † - Teclados y coros (1991-1998) (fallecida en 2023)

## Discografía

### Álbumes
- 1994: Natural Ingredients
- 1996: Fever In Fever Out.
- 1999: Electric Honey.
- 2013: Magic Hour.

### EP
- 1992: In Search of Manny

### Sencillos
- 1994: "CitySong"
- 1997: "Naked Eye"
- 1999: "Ladyfingers"

### Otros
- 2007: Greatest Hits (Recopilatorio)